# Zoltán Beke
Zoltán Beke (n. 30 iulie 1911, Biserica Albă, Voivodina, Austro-Ungaria – d. 9 martie 1994, Timișoara) a fost un fotbalist român, care a jucat în echipa națională de fotbal a României la Campionatul Mondial de Fotbal din 1934 (Italia).
Și-a început cariera fotbalistică la echipa Chinezul Timișoara. În sezonul sportiv 1943-1944 a evoluat la echipa Kolozsvári VSC, azi CFR Cluj, în cupa și campionatul maghiar.
A marcat șase goluri pentru echipa națională de fotbal a României.

## Titluri
- Divizia A (4) : 1932-1933, 1934-1935, 1935-1936, 1937-1938
- Cupa României (3) : 1933-1934, 1935–1936, 1942–1943
- Finalist al Cupei Ungariei (1) : 1943-1944